# محوطه قلعه خاکی
محوطه قلعه خاکی مربوط به سده‌های اولیه اسلامی - سده ۵ ق است و در شهرستان تربت جام واقع شده و این اثر در تاریخ ۱۳ بهمن ۱۳۸۸ با شمارهٔ ثبت ۲۹۰۵۸ به‌عنوان یکی از آثار ملی ایران به ثبت رسیده‌است.